# Jacob Gils
Jacob Gils (* ?, Gentofte, Dánsko) je dánský umělecký fotograf známý svou prací s technikou vícenásobné expozice. Jeho práce byly vystaveny na mnoha výstavách, uměleckých veletrzích a muzeích po celém světě.

## Raný život

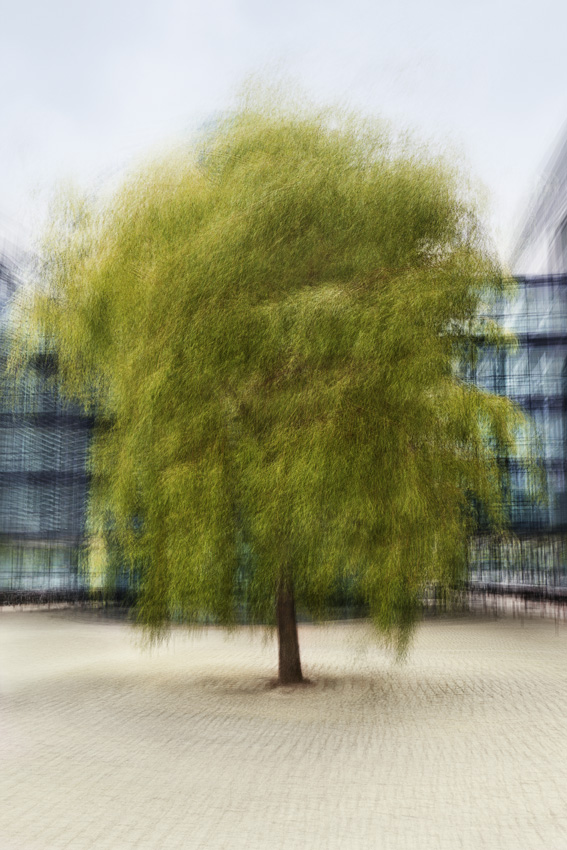
Cyklus Movement I

Jacob Gils se narodil v Gentofte v Dánsku v umělecké rodině. Jeho matkou je malířka Merete Hansen a otcem malíř Ove Gils. Jacob Gils absolvoval Kodaňskou školu fotografie v roce 1989, kde asistoval dánskému fotografovi Leifu Schillerovi. Ve své rané kariéře pracoval jako komerční fotograf a založil prestižní fotoateliér Gils Fotografi www.gils.dk[nedostupný zdroj] a v roce 2001 přešel na výtvarnou praxi a začal experimentovat s různými technikami a projevy fotografie.

## Ocenění
- 2015 Px3 Prix de la photographie Paris v kategorii "Výtvarné akty"[2]
- 2012 Px3 Prix de la photographie Paris v kategorii "Fine Art Altered Images"[2]

## Dílo

### Movement
Série Jacob Gils Movement začala jako experiment a nakonec se stala skutečnou kreativní prací. Myriam Simons z le income tvrdí, že jeho fotografie je něco nového a plná kreativity, protože maluje svým fotoaparátem. Fredrik Haren "The Creativity Explorer", nazval jeho způsob tvorby objevováním lidské kreativity a spisovatel na toto téma hovořil o rovnováze mezi Jacobovým "režimem zvědavého výzkumu" a "režimem soustředěného provádění".

### Limit to your love

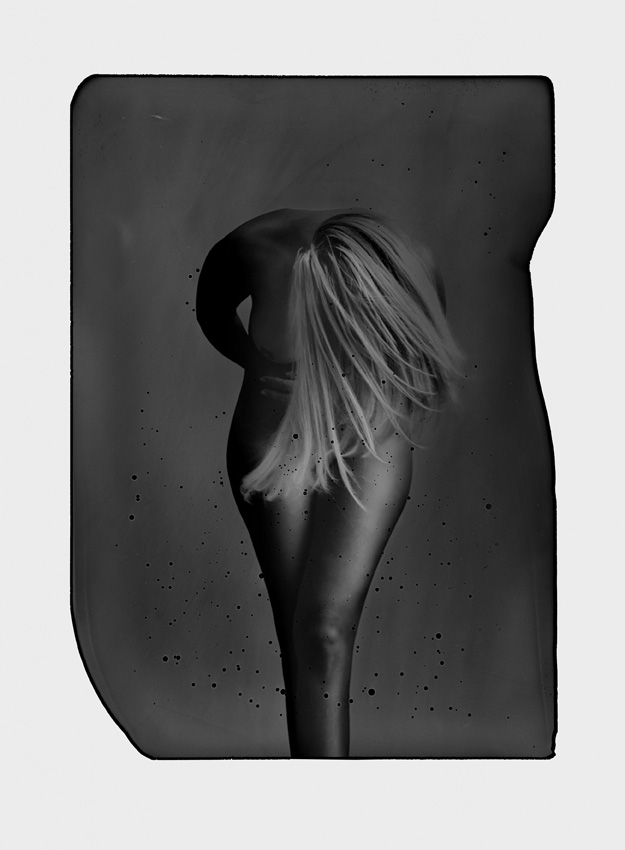
Limit to your love

Seriál Limit to your love je Gilsův experiment aktových snímků s fotoaparátem Polaroid. S touto sérií získal dvě ocenění. Virginie Lorient z Bettiny Von Arnim's Gallery  tvrdí, že přenosy barev touto technikou se mohou lišit, ale Jacob Gils přirozené barvy nemodifikuje.

### Transfer

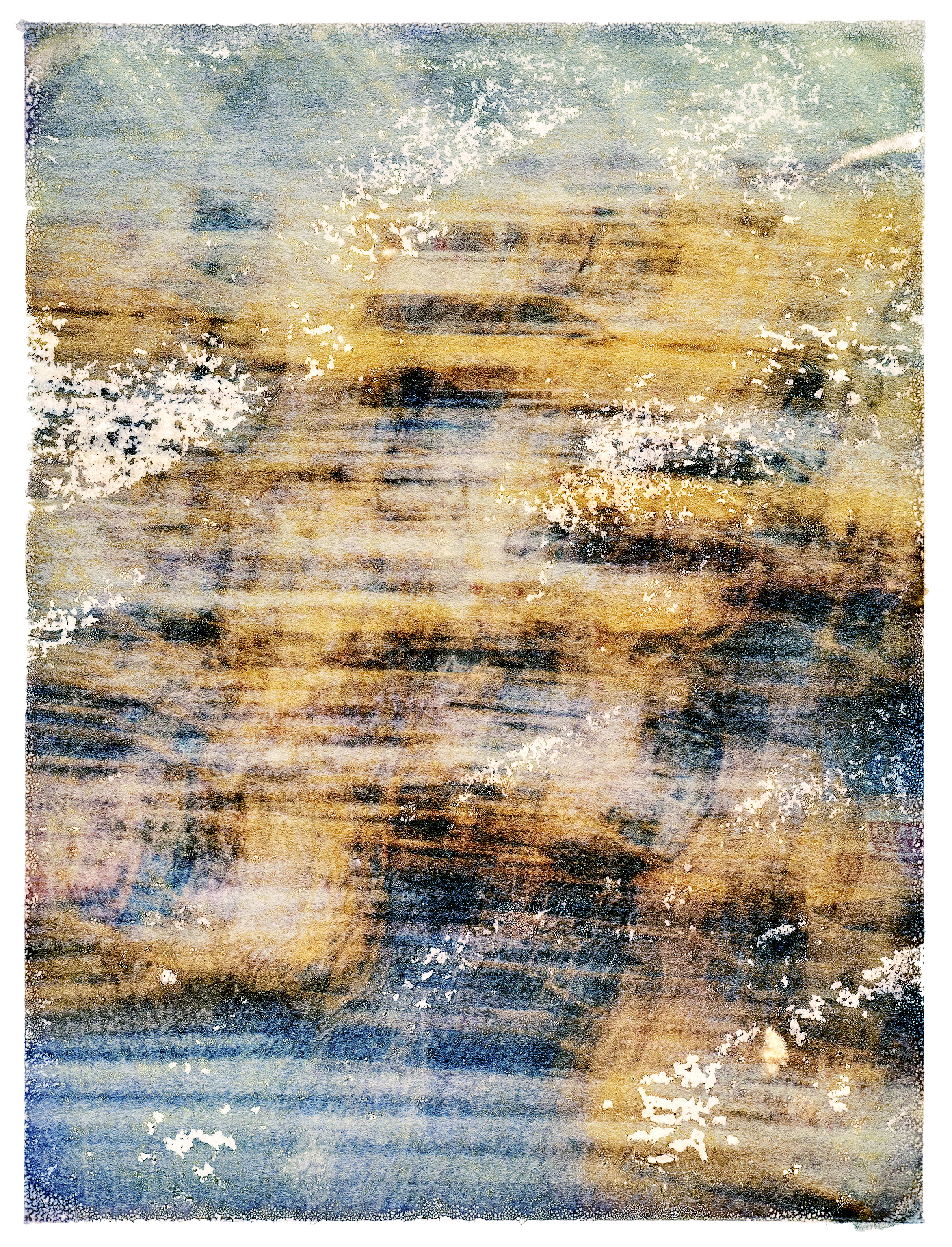
Transfer

V sérii Transfer Jacob Gils přenáší polaroidy na akvarelový papír. Prostřednictvím této inovované techniky začne oko dekódovat a vidět více než jednoduchý obrázek.

## Články
- Le Revenu [3]
- The art couch.[6]
- Switch Magazine [7]
- Gente di Fotografia [8]
- Gente di Fotografia [9]
- Gente di Fotografia [10]
- The eye of photography[11]
- Bo Bedre. Erick Rimmer
- Interview to The creativity Explorer. Fredrik Hansen[4]

## Stálé expozice
- Stockholm: Muzeum fotografie Fotografiska
- Norsko: Národní muzeum fotografie Oslo
- Bogotá: Muzeum moderního umění MAMBO
- Kodaň: Dánské národní muzeum fotografie
- Čína: Nanjingský institut vizuálních umění
- Peking: Dánský kulturní institut v Pekingu
- Boston: Kanceláře Boston Properties
- Kodaň: LEGO A/S
- Kodaň: TRH, palác korunního prince Frederika a korunní princezny Mary
- Milan: Kolekce Loro Piana
- Kodaň: Maersk A/S
- Shanghai: sbírka Thomas Shao Collection

## Galerie

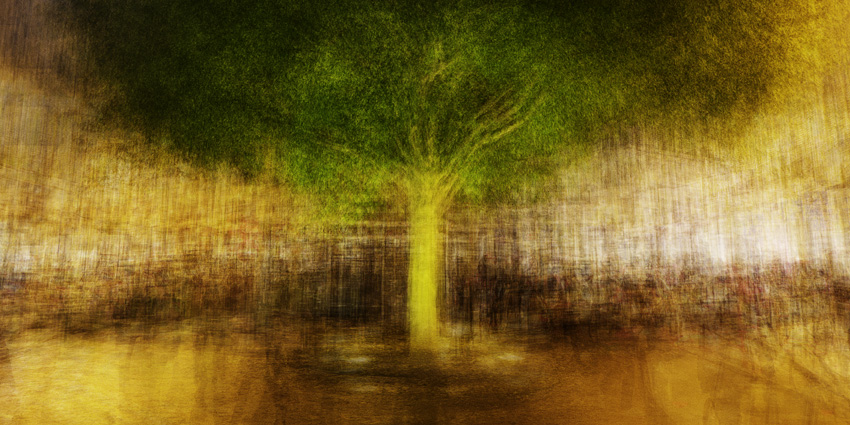
Paris number 4
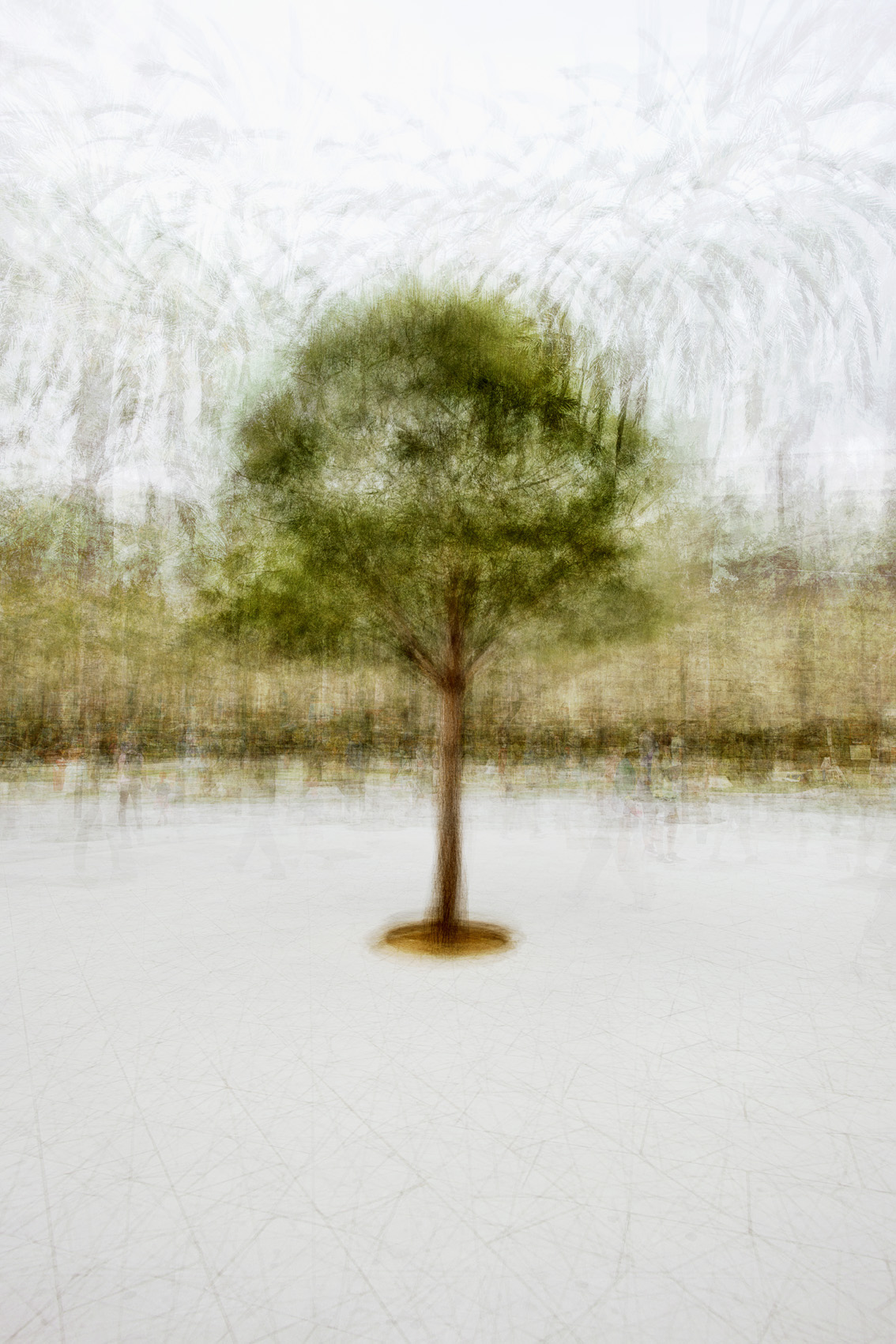
Palma number 3
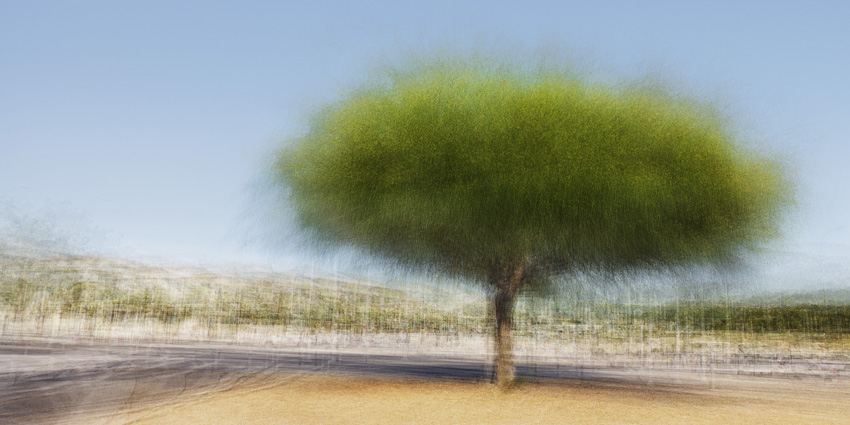
Santa Ponca number 1
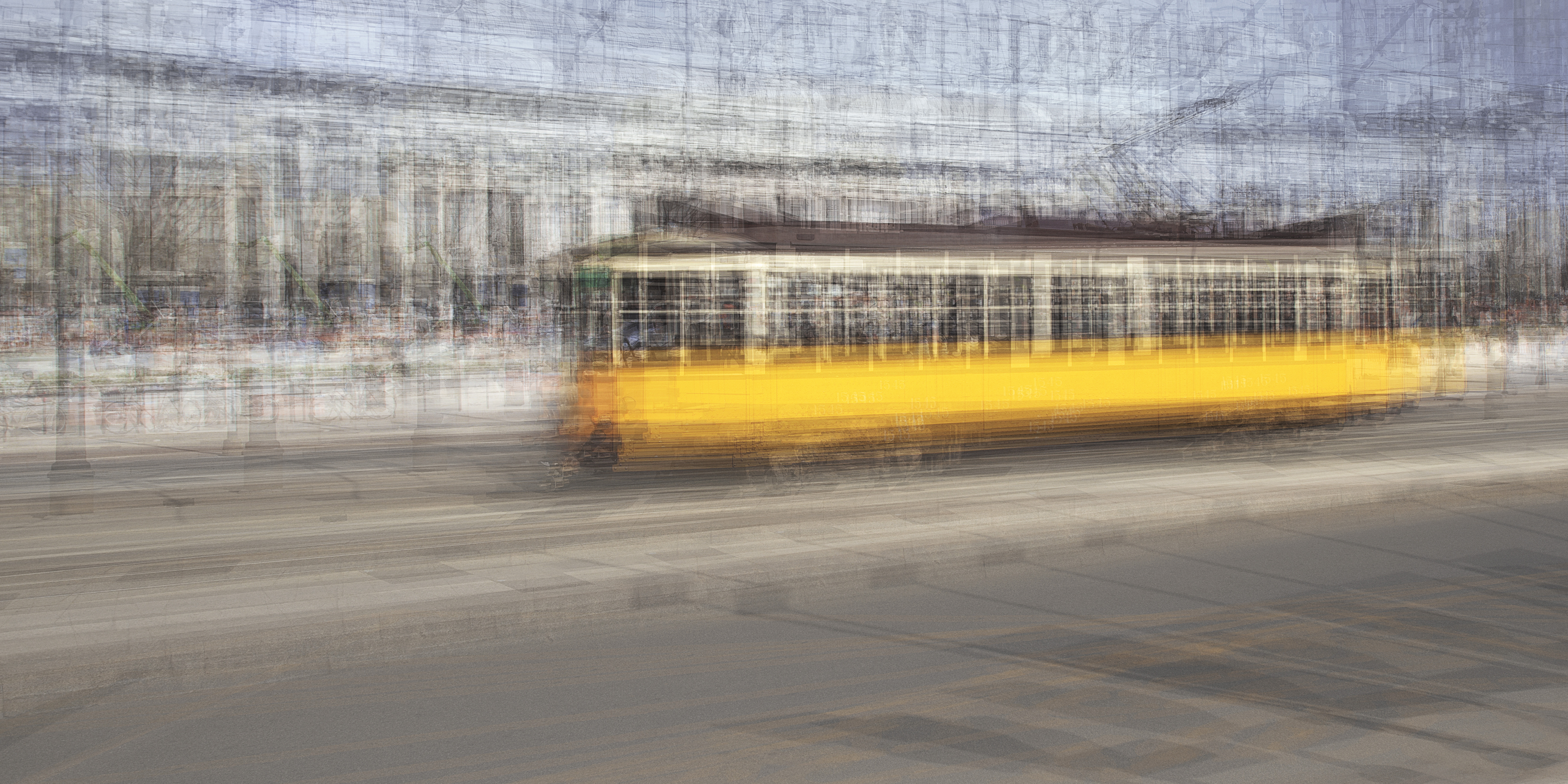
Milan number 1
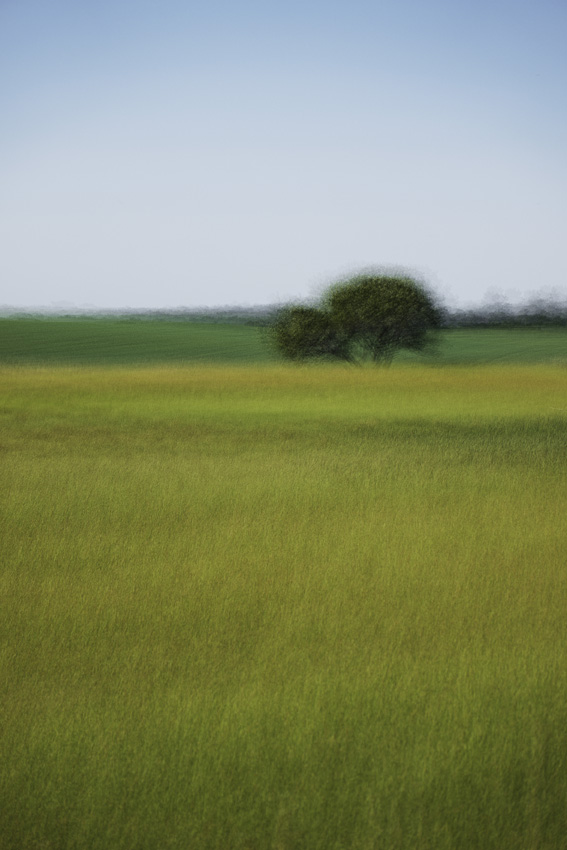
Pibemoelle number 14
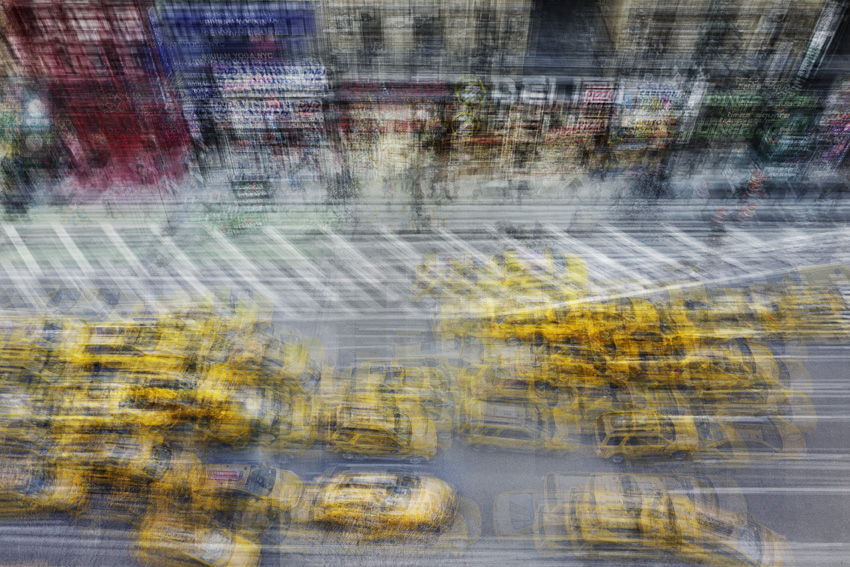
New York number 4
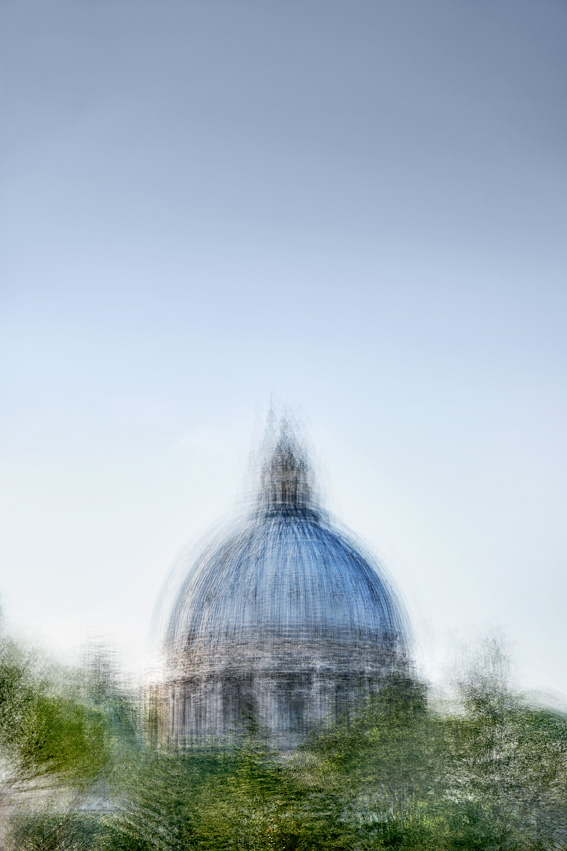
Rome number 2
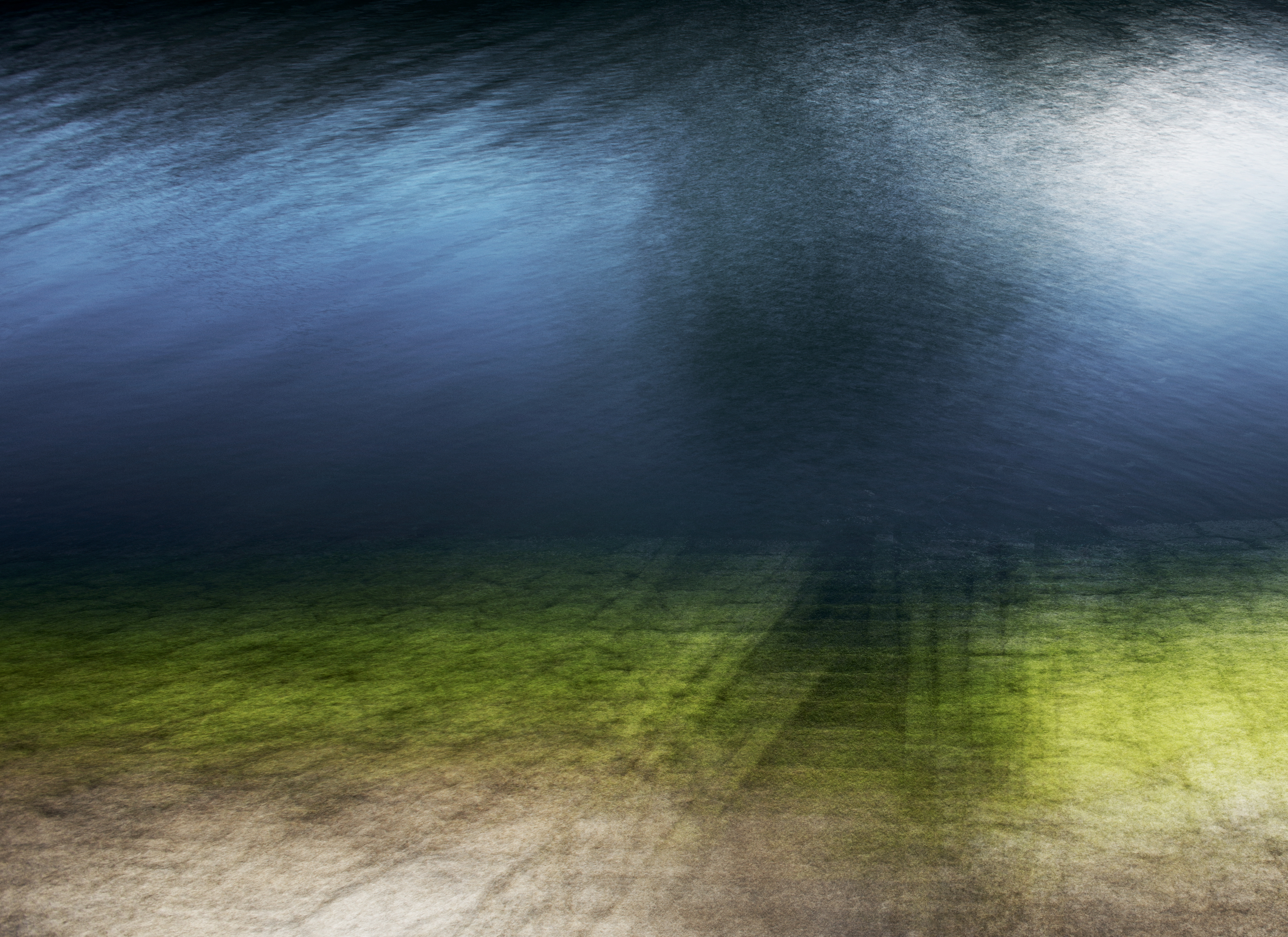
Lisbon
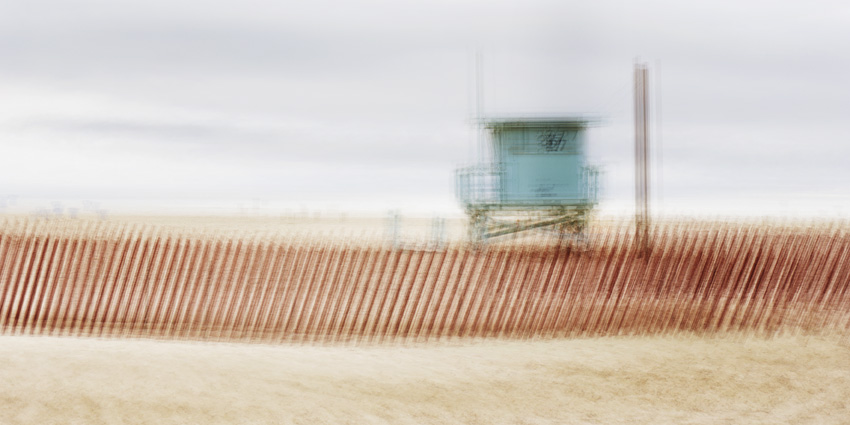
Venice Beach number 1
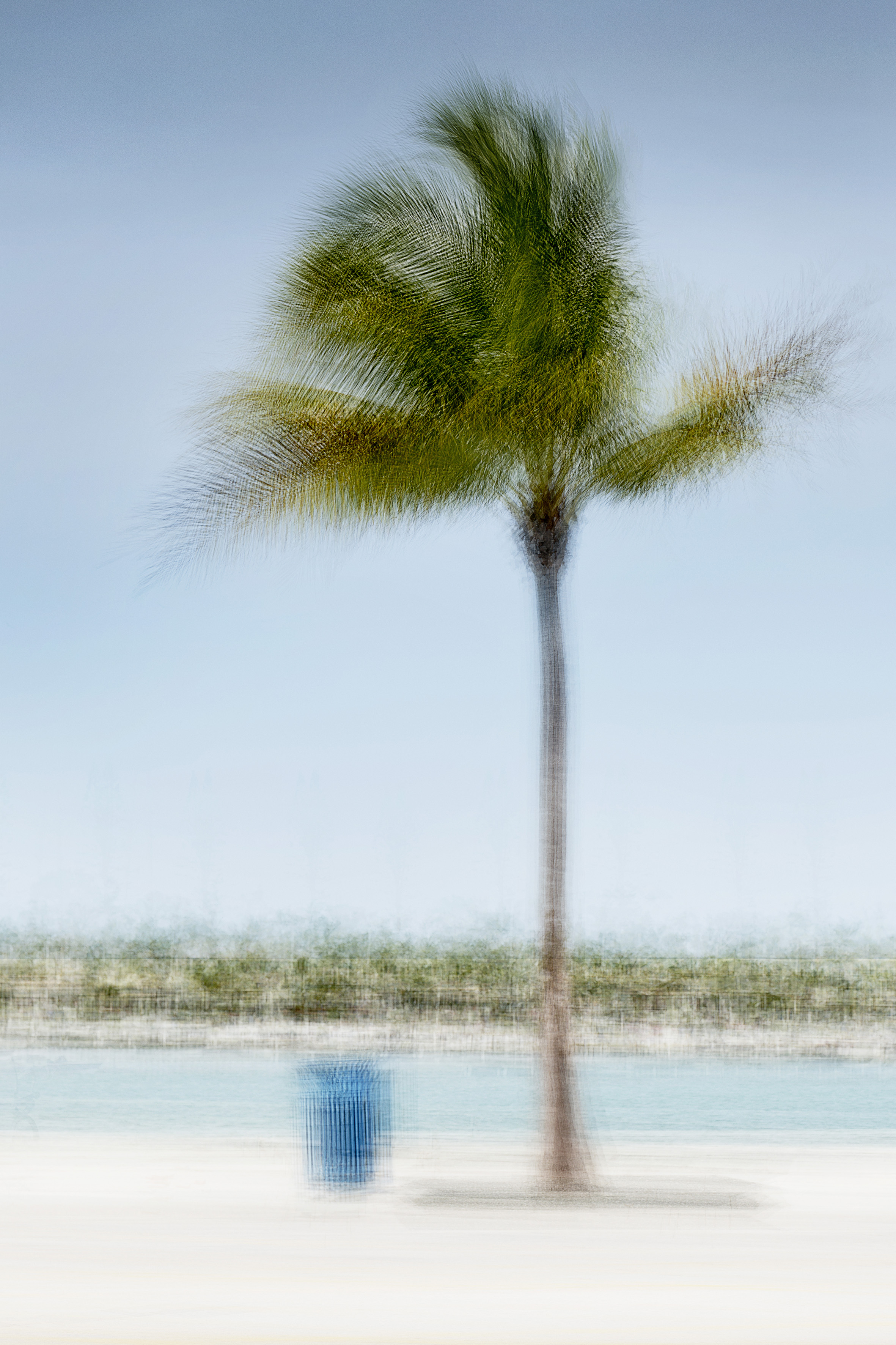
Key West
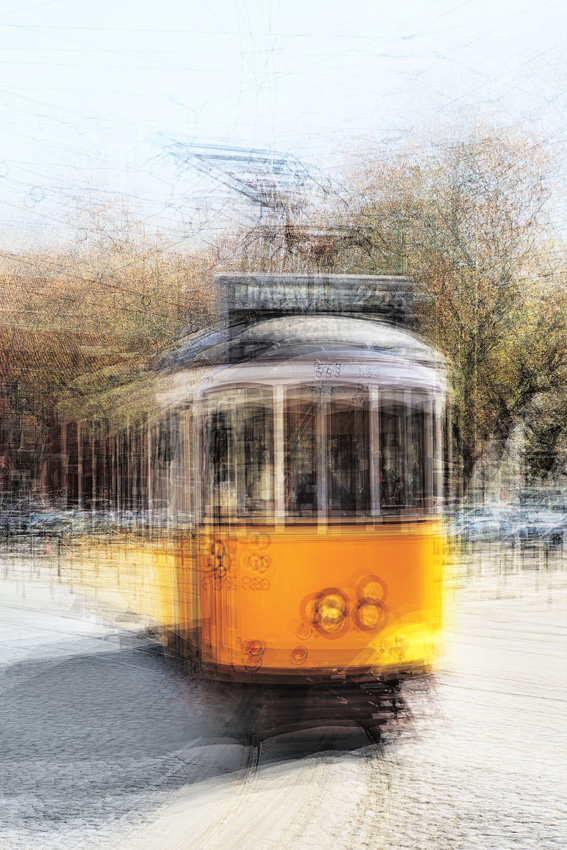
Lisbon 14 Tram in movement during the summer
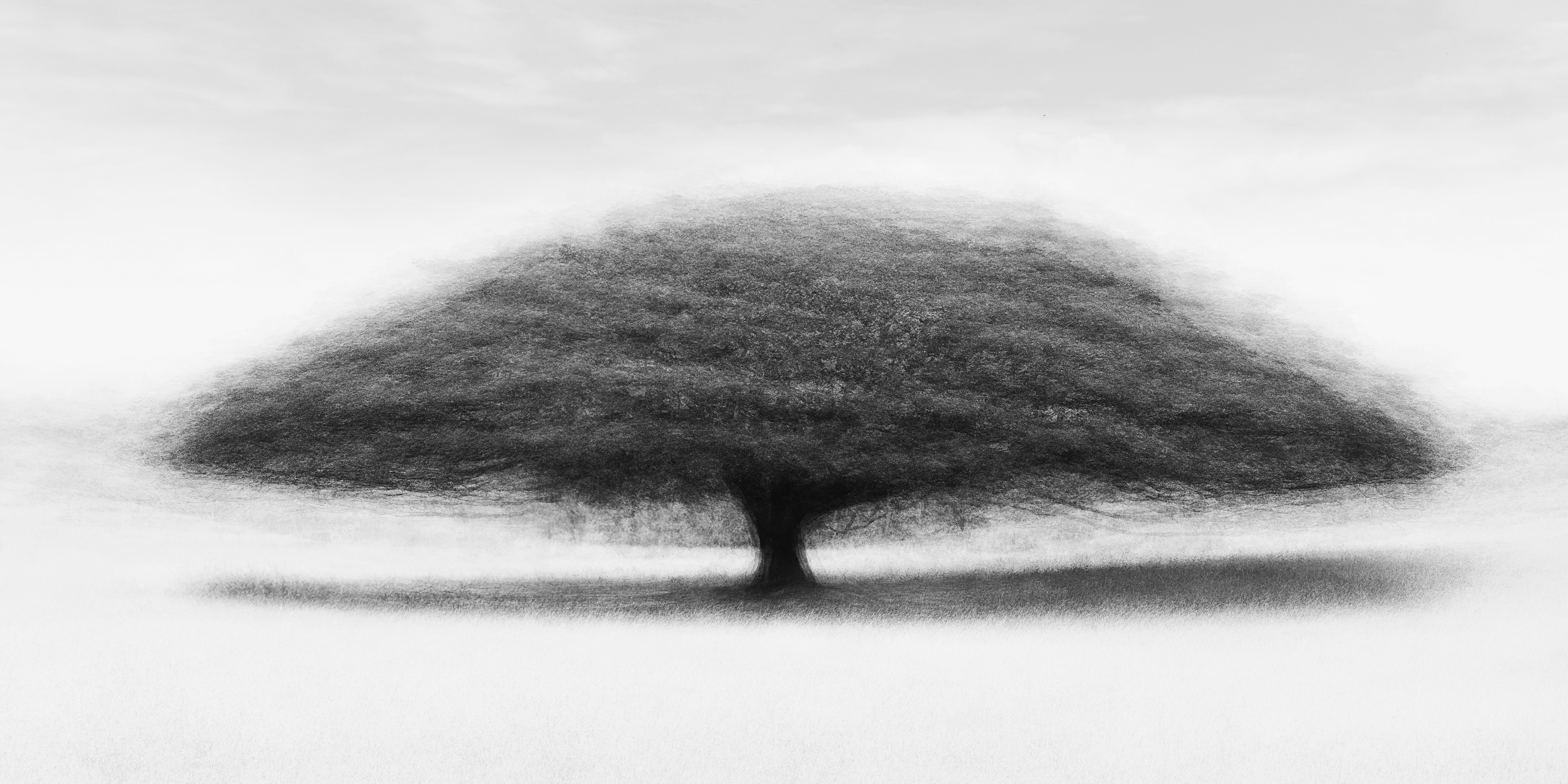
Cali number 8
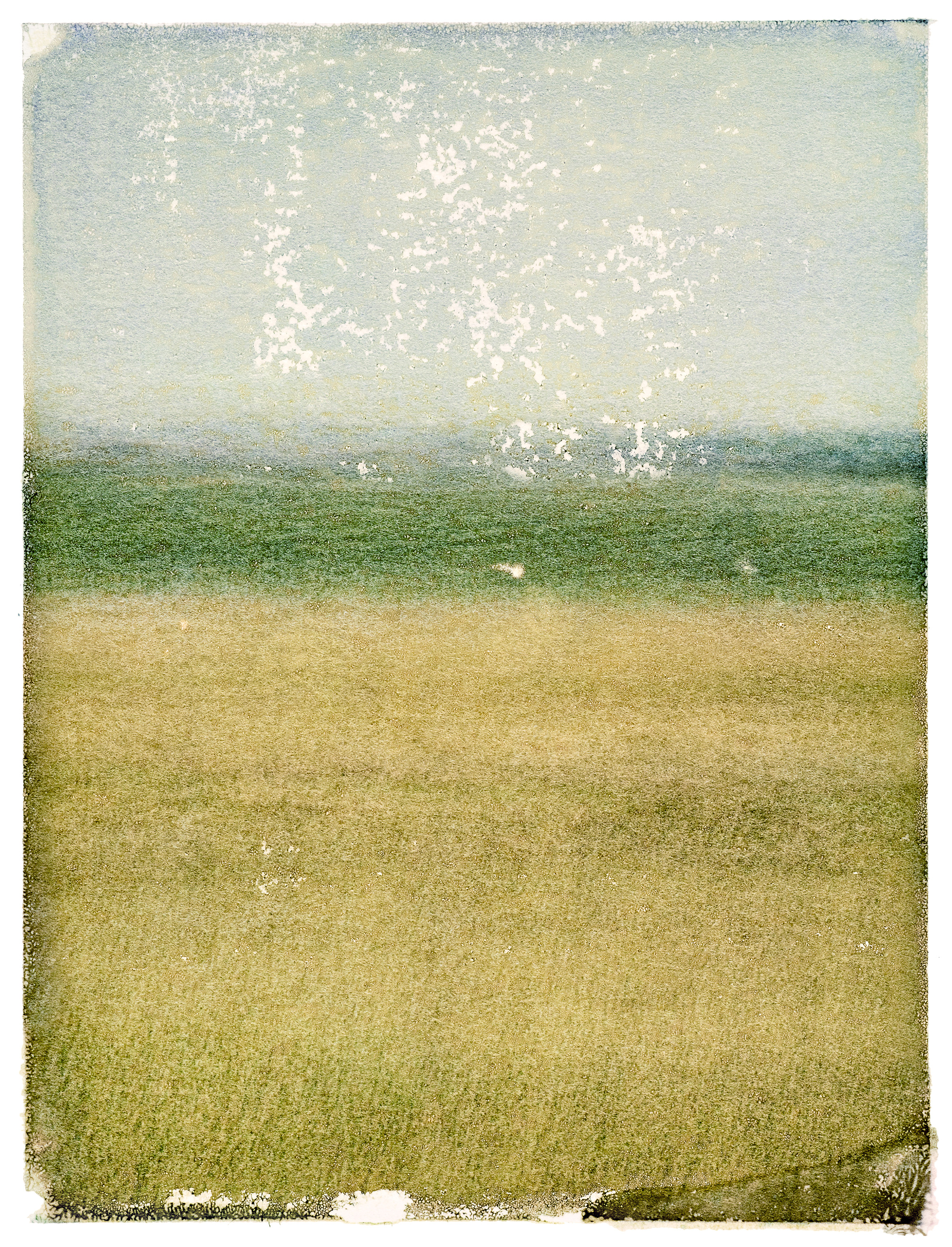
Pibe Moelle Transfer
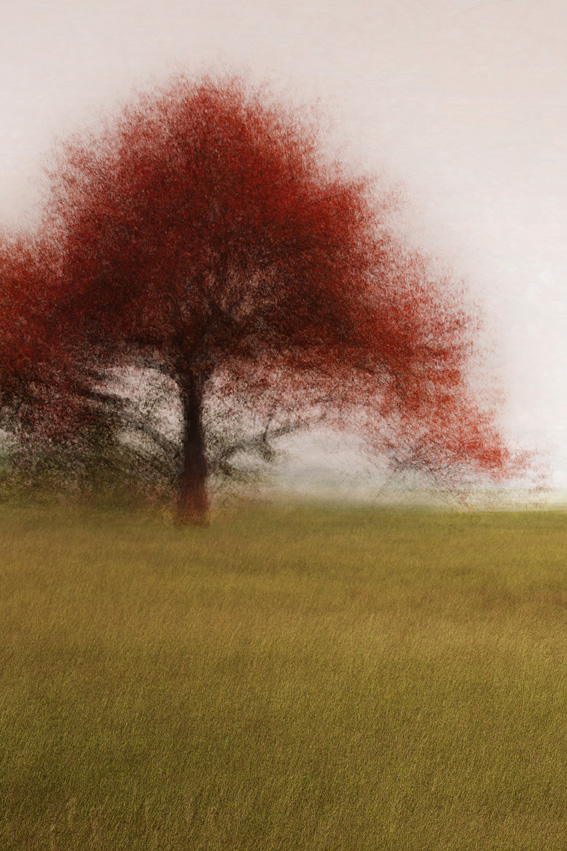
Frederiksdal